# Delia latissima
Delia latissima este o specie de muște din genul Delia, familia Anthomyiidae. A fost descrisă pentru prima dată de Fan, Ma și Li în anul 1982. Conform Catalogue of Life specia Delia latissima nu are subspecii cunoscute.